# Marianna i maskinen
|  | Denne artikel er oprettet af botten PalnaBot ud fra en ekstern database. Den kan derfor have sproglige fejl eller mangler. Denne skabelon kan fjernes efter kontrol af indholdet. |

Marianna i maskinen er en film instrueret af Christian Horst.

## Handling
Filmen prøver, gennem interviews med en del af de involverede personer, at belyse en højst indviklet retssag, som i begyndelsen af 1984 fandt vej til flere avisers løbesedler og forsider - den såkaldte Pia-sag. I 1981 forlod u-landsfrivillig Allan Jensen Kenya efter et voldsomt opgør med sin kenyanske kone, Marianna. Med sig tog han det spædbarn, som Marianna havde født i deres ægteskab. Et år efter kom Marianna til Skive, Danmark, for at hente sit barn. Byret og landsret afgjorde, at Allan ikke var Pias far. I 17 måneder foregik en retssag, en kamp om barnet, som sluttede med at Allan Jensen fik tilkendt forældremyndigheden, og moderen måtte rejse tilbage til Kenya.